# Rabbits
Rabbits is een Amerikaanse experimentele film uit 2002 geschreven en geregisseerd door David Lynch. Het is een serie bestaande uit 8 afleveringen van ongeveer 6 minuten. De serie was eerder exclusief vertoond op de website van David Lynch, maar is daar nu niet meer te zien. Zowel de set als een gedeelte van het beeldmateriaal is hergebruikt in Inland Empire. De tagline is als volgt: "In a nameless city deluged by a continuous rain... three rabbits live with a fearful mystery." De muziek is geschreven door Angelo Badalamenti, zoals in meer films van David Lynch.

## Synopsis
Elke episode vindt plaats in een enkele donkere ruimte, zonder verandering van camerastandpunt, afgezien van één verandering in aflevering zes, waar wordt ingezoomd op een telefoon. Op de achtergrond speelt er constant een regentrack en de camera wordt onscherp als het dondert. In deze kamer leven drie konijnen - Jack, Jane en Suzie - die zitten, rondlopen, de kamer uitgaan en de kamer binnenkomen. Er wordt een applaustrack afgespeeld elke keer wanneer er iemand de kamer binnen komt. Ook wordt er, schijnbaar willekeurig, regelmatig een lachtrack afgespeeld. De konijnen noemen willekeurig stukken tekst op, zonder enige coherentie. Er wordt wel regelmatig gerefereerd aan een onduidelijke "it" of "het". In drie afleveringen zingen de konijnen allemaal een eigen stukje terwijl er op de achtergrond een lucifer begint te branden. Ook worden de konijnen twee keer bezocht door een diabolisch monster, dat schijnbare nonsens uitslaat. In de laatste aflevering komen de voetstappen, die hiervoor een paar keer te horen waren, tot een einde en gaat de deur open waarna een helse schreeuw wordt gehoord. Hierna kruipen de konijnen samen op de bank.

## Interpretaties
Vele fans zijn op internet discussies aangegaan om te achterhalen waar deze surrealistische serie over gaat. Velen denken dat drie mensen na hun leven in een soort tussenstop naar de hel ('limbo') zijn beland om daar als mindere levensvormen (konijnen) te wachten op het oordeel van de duivel (de verschijning/het monster of "the man in the green suit"). De stukken tekst lijken random maar aangezien er in sommige afleveringen antwoord wordt gegeven op vragen uit eerdere afleveringen lijkt de tekst in elkaar te passen. Sommigen zeggen dat de lachtracks en applaustracks hints zijn om de tekst op de goede manier in elkaar te zetten, anderen denken dat de afleveringen tegelijk moeten worden afgespeeld om een zinvolle conversatie te krijgen.
Het lijkt of de drie konijnen samen iets mee hebben gemaakt en er proberen achter te komen wat er precies is gebeurd. Er worden referenties gemaakt naar een eerder leven ("Were you blonde, Susie?") en naar een toekomstig leven ("I wonder who I will be.") Dit laatste wordt vaak geassocieerd met reïncarnatie. De zang-gedeeltes gaan over een gebeurtenis met waarschijnlijk een hond en vuur ("saliva", "blood", "dog", "oil", "heat"). Dit lijkt er weer toe te leiden dat het eigenlijk gewoon konijnen zijn die zijn gegrepen door een hond.
De voetstappen en het einde met de schreeuw lijken te gaan over een nieuwe ziel die arriveert. Dit wordt op internetfora vaak onderbouwd doordat de konijnen niet gek opkijken van de schreeuw en de schreeuw dus eigenlijk een nieuwe ziel is die voor het eerst in de hel kijkt. Verder vraagt Jack naar de telefoon ("Were there any calls?") omdat de duivel ("The man in the green suit") belt of iemand weg mag of dat er een nieuw iemand aankomt.

## Relatie met andere films
Enkele scènes van deze film worden gebruikt in Lynch's Inland Empire. Het is onduidelijk of de verhalen iets met elkaar te maken hebben. Ook wordt soms geopperd dat Rabbits verdergaat op het verhaal van Mulholland Drive, een andere film van Lynch uit 2001.